# Dirk Heinen
Dirk Heinen (* 3. Dezember 1970 in Köln) ist ein ehemaliger deutscher Fußballtorwart.
Dirk Heinen spielte in der E- und D-Jugend bei Rot-Weiß Köln-Zollstock u. a. zusammen mit Dirk Lottner, bevor er vom damaligen Jugendleiter von Bayer Leverkusen, Reiner Calmund, abgeworben wurde.
Zur Saison 1995/96 verdrängte er Rüdiger Vollborn und stand seitdem im Leverkusener Tor. Im Oktober 1995 saß er beim EM-Qualifikationsspiel gegen Moldawien (6:1) in Leverkusen als Ersatzmann auf der Bank. 
1998 erlitt er als unumstrittener Stammtorhüter von Bayer 04 Leverkusen nach einem Zusammenprall einen Schädelbruch und verlor danach seinen Stammplatz an Adam Matysek.
Von Januar 2000 bis Juni 2002 spielte Heinen als Stammtorhüter bei Eintracht Frankfurt, danach eine Saison bei Denizlispor in der Türkei. 2003/04 wechselte er schließlich als Ersatztorhüter hinter Timo Hildebrand zum VfB Stuttgart. Im März 2006 zog sich Heinen einen Achillessehnenriss beim Training zu. In der Saison 2006/07 war daraufhin Michael Langer die neue Nummer 2 hinter Hildebrand. Am 19. Mai 2007 wurde er mit dem VfB Stuttgart erstmals deutscher Fußballmeister und beendete im Anschluss seine aktive Karriere.
Dirk Heinen wanderte danach mit seiner Familie nach Waterford in Irland aus (seine Frau ist gebürtige Irin), um Abstand vom Fußball zu gewinnen.
Am 31. Januar 2008 unterschrieb Heinen aufgrund der schweren Verletzung von Rowen Fernandez einen Vertrag bei Arminia Bielefeld bis zum 30. Juni 2008. Als sich der wieder genesene Fernandez am 24. Spieltag während des Spiels bei Hannover 96 erneut verletzte, wurde Heinen eingewechselt und kam zu einem erfolgreichen Bundesliga-Comeback, indem er seinem Verein unter anderem mit einer Glanzparade in der letzten Spielminute einen Auswärtspunkt sicherte.
Zum Ende der Saison 2007/08 beendete er seine Karriere endgültig. Insgesamt bestritt Heinen 158 Bundesligaspiele. Seit seinem Karriereende arbeitet er für die Football Association of Ireland als Torwart-Trainer des County Waterford und als Fitness Coach des Waterford United.

## Sonstiges

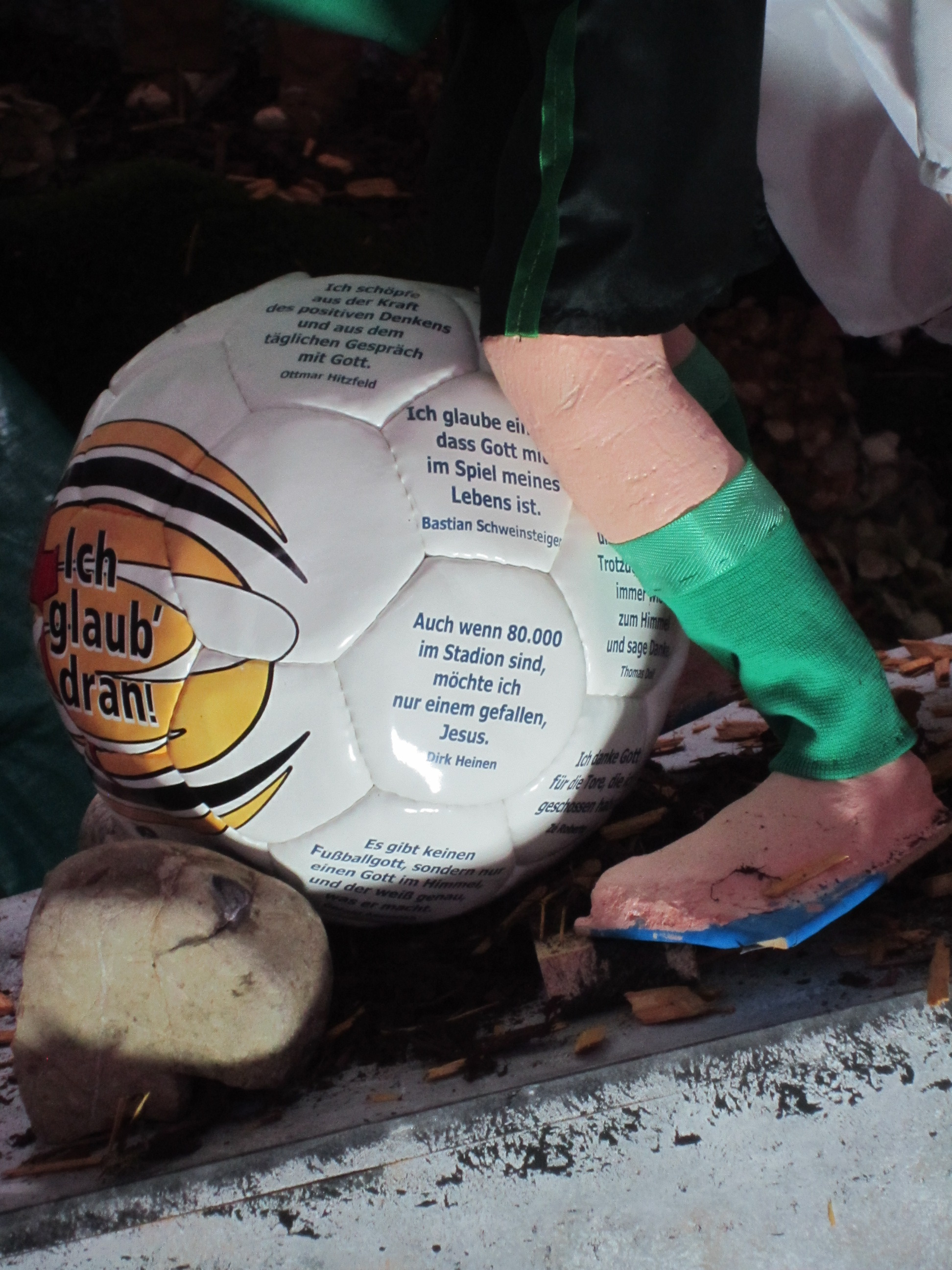
Heinen-Zitat auf einem Fußball – Detail einer modernen Weihnachtskrippe in Heidelberg

Im Februar 2006 nahm er an der Show Wetten, dass..? teil, in der ein Wettkandidat versuchte, von einem Tischfußballkicker vier Tischfußbälle gegen ihn ins Tor zu schießen. Heinen konnte einen Ball halten, die Wette verlor der Wettkandidat nach einem Fehlschuss an die Latte.
Auf einem speziell für die WM 2006 hergestellten, international zugelassenen Turnierfußball aus fairer Produktion ist Heinens Aussage zu lesen: „Auch wenn 80.000 im Stadion sind, möchte ich nur einem gefallen, Jesus.“ Er war 2014 in einer modernen Weihnachtskrippe in der Jesuitenkirche Heidelberg zu sehen.